# AGAINST
『AGAINST』（アゲインスト）は日本のヴィジュアル系ロックバンド、jealkbのメジャー3枚目のアルバムである。1曲目に表題曲を収録している。2011年9月14日発売。発売元はjkb records/R and C Ltd.。

## 概要
前作の後、先にシングルで発売されている曲はないため、全曲が新作のアルバムである。
AGAINSTとは「向かい風」「反逆」の意味。

## 収録曲
1. AGAINST（アゲインスト）
  - 作詞:haderu / 作曲:elsa / 編曲:elsa & Yusuke Itagaki

原子力発電所に関する問題をテーマにしている。
2. jealize（ジュアライズ）
  - 作詞:haderu & elsa / 作曲:elsa / 編曲:elsa
3. 虚無感狂想曲（きょむかんきょうそうきょく）
  - 作詞:haderu / 作曲:elsa / 編曲:elsa

新たにスカ風の曲調に挑戦した楽曲。
TBS系全国ネット 2011年10月～2012年3月度の「クイズ☆タレント名鑑」エンディングテーマに抜擢された。
4. silhouette（シルエット）
  - 作詞:haderu / 作曲:elsa / 編曲:elsa

TBS系 「テベ・コンヒーロ」エンディングテーマに抜擢された。
5. 虹の橋（にじのはし）
  - 作詞:haderu / 作曲:elsa / 編曲:elsa & Keisuke Kushino

このアルバムのリード曲。
読売テレビ（日本テレビ系）全国ネット 2011年10月～11月度の「ダウンタウンDX」エンディングテーマに抜擢された。

### 初回盤限定DVD
1. 殺気繚乱
2. 罪と罰と罠
3. snatch & metronome
4. 最後の嘘
5. 静かな夜
6. 腐敗した世代
7. makemagic（GUEST：はるな愛）
8. 傷心マキアート
9. super special summer（GUEST：musume）
10. ト或コイ
11. How much is your love
12. 恋する日曜日
13. 嘆きのエンドレス
14. killss / DISCHARGE（GUEST：冠徹弥）
15. baker baker paradox
16. ROLLING
17. 堕落
18. 恋心（GUEST：逹瑯）
19. WILL
20. La Vie En Rose
21. D.D.D（GUEST：yasu）
22. shell（出演者全員＋庄司智春）